# Beep (chanson)
Pour les articles homonymes, voir Beep.
Singles de The Pussycat Dolls
Stickwitu (2005) Buttons (2006)
Beep est une chanson des Pussycat Dolls. Censée à l'origine être le deuxième single extrait de l'album PCD, elle fut finalement le troisième, pour des raisons promotionnelles.
On y retrouve, en début de chaque couplet, un sample issu de la chanson Evil Woman d'Electric Light Orchestra et écrite par Jeff Lynne.

## Classements hebdomadaires
| Classements (2006)                      | Meilleure position |
| --------------------------------------- | ------------------ |
| Allemagne (GfK Entertainment)           | 5                  |
| Australie (ARIA)                        | 3                  |
| Autriche (Ö3 Austria Top 40)            | 7                  |
| Belgique (Flandre Ultratop 50 Singles)  | 1                  |
| Belgique (Wallonie Ultratop 50 Singles) | 7                  |
| États-Unis (Billboard Hot 100)          | 13                 |
| Finlande (Suomen virallinen lista)      | 11                 |
| France (SNEP)                           | 10                 |
| Irlande (IRMA)                          | 2                  |
| Italie (FIMI)                           | 10                 |
| Norvège (VG-lista)                      | 3                  |
| Nouvelle-Zélande (RMNZ)                 | 1                  |
| Pays-Bas (Single Top 100)               | 2                  |
| Royaume-Uni (UK Singles Chart)          | 2                  |
| Royaume-Uni (UK R&B Chart)              | 1                  |
| Suède (Sverigetopplistan)               | 15                 |
| Suisse (Schweizer Hitparade)            | 6                  |

## Vidéo musicale
Le clip vidéo qui accompagne "Beep" a été réalisé par Benny Boom, filmé en octobre 2005. Il commence avec Nicole Scherzinger rencontrant will.i.am dans un ascenseur. will.i.am explique son attirance, à laquelle Scherzinger répond en sous-entendant qu'elle ne se soucie pas qu'il la regarde. Elle entre ensuite dans l'appartement des Pussycat Dolls et, concluant le refrain, le groupe commence une routine de danse tout au long du deuxième couplet. will.i.am entre ensuite dans la pièce, mais sort rapidement alors que Carmit Bachar lui jette une bouteille d'eau. Les Pussycat Dolls sont ensuite aperçues dans une boîte de nuit et une pause dansante s'ensuit. On les voit ensuite danser en solo devant un grand ensemble d'enceintes. Scherzinger, Bachar et Melody Thornton sont vus avec will.i.am, alors que la vidéo touche à sa fin.